# Hans Jacob Bachmann
Hans Jacob Bachmann (* um 1574 in Memmingen; † 1651  in Augsburg) war ein schwäbischer Goldschmied und Mitglied der Goldschmiedefamilie Bachmann. 

## Leben
Er bewarb sich 1598 um das Meisterrecht des Goldschmiedes in Augsburg, wo er auch 1612 heiratete. Von 1624 bis 1628 ist er als Geschaumeister der Augsburger Goldschmiedezunft verzeichnet. Von 1633 bis 1635 war er dessen Vorgänger. 
In München ist von 1608 eine Hofrechnung erhalten, welche die Lieferung eines Schreibtisches für 1520 Gulden dokumentiert. 1611 und 1615 wurde je eine Kanne mit Becken an den bayerischen Hof geliefert. In den Goldschmiedeakten von Augsburg ist eine Lieferung eines großen Kühlkessels von 1639, eines großen silbernen Schreibzeuges von 1642 und eines Schreibtisches von 1649 belegt, der gemeinsam mit Matthäus Bachmann angefertigt wurde.